# فلسفة السعادة
فلسفة السعادة هي الاهتمام الفلسفي بوجود، طبيعة، ونيل السعادة. يعتقد الفلاسفة أن السعادة يمكن أن تُفهم كغاية أخلاقية للحياة أو كشكل من أشكال الصدفة، وفي الحقيقة، يرادف مصطلح السعادة مصطلح الحظ في الكثير من اللغات الأوروبية. ومن ثم، فمن المعتاد أن يفسر الفلاسفة السعادة على أنها حالة عقلية، أو أنها حياة يعيشها من يقودها على نحو جيد.

## اليونان القديمة

### أفلاطون
أوجز أفلاطون (ح. 428 – 347 ق.م)، مستخدما سقراط (ح. 470 – 399 ق.م) كشخصية رئيسية في محاوراته الفلسفية، متطلبات السعادة في كتابه «الجمهورية».
| ”                     | لقد أثبتنا أن العدالة في حد ذاتها هي الأمر الأنسب للروح نفسها، وأن على الروح أن تعدِل... | “ |
| —-أفلاطون، الجمهورية. |                                                                                         |   |

يؤكد أفلاطون، في الجمهورية، أن أولئك الأخلاقيون وحدهم من يكونون سعداء بحق. وبذلك، فعلى المرء أن يفهم الفضائل الأساسية، وبخاصة العدالة. وصل أفلاطون إلى استنتاج، من خلال التجربة الذهنية لخاتم غايجيز، بأن من يسيء استعمال السلطة يصبح عبدا عند شهواته، بينما من يحجم عن فعل ذلك يظل متحكما بنفسه بشكل عقلاني، ومن ثم يكون سعيدا.
يرى أفلاطون أيضا أن هناك نوع من السعادة ينبع من العدالة الاجتماعية الناتجة عن قيام المرء بوظيفته الاجتماعية، وبما أن هذا الواجب يشكل السعادة، فإن مصادر السعادة الأخرى التي عادة ما نراها –كالراحة، الثراء، والمتعة– تعتبر أقل أشكال السعادة منزلة، إن لم تكن زائفة بالكامل.

### أرسطو
تبنى أرسطو (384 – 322 ق.م) أن اليودايمونيا (باليونانية: εὐδαιμονία) هي غاية الفكر والأفعال البشرية. يترجم مصطلح اليودايمونيا عادة إلى «السعادة»، لكن «الازدهار البشري» قد تكون ترجمة أكثر دقة. تشمل اليودايمونيا نشاطا، وقيما (باليونانية: ἀρετή) بما يتماشى مع الفضيلة.
يشير أرسطو في الأخلاق النيقوماخية إلى حقيقة أن العديد من الغايات في حقيقتها غايات وسيطة، وأن الرغوب فيها لا يحدث إلا بغرض تحقيق الغايات الأكثر سموا. ومن ثم فإن أمورا مثل الثراء، الذكاء، والشجاعة تكتسب قيمتها فقط بارتباطها بأمور أخرى، في حين أن اليودايومنيا هي الأمر الوحيد القيم بمعزل عن بقية الأمور.
اعتبر أرسطو أن الفضيلة ضرورية للمرء من أجل ان يكون سعيدا، ورأى أن أكبر ما يمكن للمرء بلوغه دون فضيلة هو القناعة. تعرض أرسطو للنقد لفشله في إظهار أن الفضيلة ضرورية على النحو الذي ادعى أنها عليه، ولأنه لم يتناول هذه الشكوكية الأخلاقية.

### الفلسفة الكلبية
دعا أنتستنيس (ح. 445 – 365 ق.م)، الذي عادة ما يعتبر مؤسسا للكلبية، إلى عيش حياة زاهدة وفقا للفضيلة. يشهد زينوفون أن أنتستنيس أثنى على الفرح الذي ينبع «من روح المرء»، ويروي ديوجانس اللايرتي أن أنتستنيس كان مولعا بقول: «أفضل أن يجن جنوني على أن أشعر بالمتعة». وقد أكد أن الفضيلة كافية في ذاتها لضمان السعادة، وأنها لا تحتاج سوى لقوة سقراط.
رفض أنتستنيس، إلى جانب الكلبيين، اعتبار أن أي مفاهيم تقليدية عن السعادة، مثل المال، السلطة، والشهرة، تؤدي إلى عيش حياة فاضلة بأكملها، وبالتالي فهي لا تؤدي إلى عيش حياة سعيدة. وبالتالي فإن نيل السعادة يأتي عبر التدريب الصارم (باليونانية: ἄσκησις) وبالعيش وفقا لطريقة طبيعية بالنسبة للبشر، وبرفض كل الرغبات المألوفة، وتفضيل عيش حياة خالية من كل الأمتعة.
عادة ما يُرى ديوجانس الكلبي (ح. 412 – 323 ق.م) على أنه التجسيد الاكمل لهذه الفلسفة. حتى إن الرواقيون أنفسهم رأوه كواحد من قلة قليلة، إن لم يكن هو الوحيد، الذين وصلوا إلى حالة الحكمة.

### الفلسفة القورينية
كانت القورينية مدرسة فلسفية أنشأها أريستبوس القورياني (ح. 435 – 356 ق.م). أكدت المدرسة أن الخير الوحيد هو المتعة الإيجابية، وأن الألم هو الشر الوحيد. وافترضوا أن كل الأحاسيس مؤقتة، وبالتالي فإن كل متع الماضي والمستقبل ليس لها وجود حقيقي بالنسبة للفرد، وليس هناك تمييز بين أنواع المتع في الحاضر. يقول كلوديوس اليانوس في كتابه «منوعات تاريخية» عن أريستبوس:
| ”                              | ونتيجة لذلك، فحتى لو كان لدى الحكيم مشاكله الخاصة، فإنه سيكون على الرغم منها سعيدا، وإن كانت المتع التي تؤول إليه قليلة. | “ |
| —–ديوجانس اللايرتي عن أنيقارس. | |   |

يمكن لبعض المتع الآنية أن تُحدث ما هو أكبر من الألم المساوي لها. وعلى الإنسان الحكيم أن يتحكم في متعه بدل من أن يصبح عبدها، وإلا يكون الألم نصيبه، وذلك يتطلب منه حكما ليقيّم مختلف متع الحياة.

### الفلسفة البيرونية
أسس بيرو (ح. 360 – 270 ق.م) الفلسفة البيرونية، وكانت أول مدرسة فلسفية غربية تتبع منهج الشك. كان هدف ممارسة البيرونية الوصول إلى حالة «الطمأنينة –Atraxia » (باليونانية ἀταραξία) والتحرر من الاضطراب. وقد أوضح بيرو أن ما يمنع الناس من الوصول إلى الطمأنينة هو إيمانهم بأشياء لا دليل عليها، أي التمسك بدوغما. ومن أجل أن يتحرر الناس من الإيمان، طور البيرونيون جدالات شكوكية عديدة.

### الفلسفة الإبيقورية
أسس إبيقور (ح. 341 – 270 ق.م) الفلسفة الإبيقورية، وكان هدف فلسفته الوصول إلى حالة الطمأنينة (باليونانية ἀταραξία) والتحرر من الخوف، وكذلك الوصول إلى «غياب الألم الجسدي – aponia» (باليونانية: ἀπονία). وفي سبيل الوصول إلى هذه الغايات، أوصى إبيقور بنمط حياة زاهدة، صداقة نبيلة، واجتناب للسياسة.
| ”         | من بين كل الوسائل التي تكتسبها الحكمة لكي تضمن السعادة طوال الحياة، فإن الصداقة هي أكثرهم أهمية على الإطلاق. | “ |
| —-إبيقور. | |   |

يعتبر التيترافارماكوس أو العلاج الرباعي عونا على بلوغ السعادة:

"لا تخش الرب،
لا تقلق من الموت،

ما هو خيِّر سهل المنال،

وما هو مريع سهل التحمّل"

(فيلوديموس، برديات هركولانيوم، 1005، 4.9 – 14).

### الفلسفة الرواقية
كانت الرواقية مدرسة فلسفية أنشأها زينو الكيتومي (ح. 334 – 262 ق.م). رغم أن فكر زينو كان توفيقيا، إلا أنه تأثر بشكل رئيسي بالكلبيين، وكان تلميذا لدى أقراطس الطيبي (ح. 365 – 285 ق.م).
اعتقد الرواقيون بأن «الفضيلة كافية لنيل السعادة». فالمرء الذي يبلغ حس الفضيلة هذا يصبح حكيما. ووفقا لوصف إبكتيتوس، فإن هذا الحكيم قد يكون «مريضا لكنه سعيد، واقعا في خطر لكنه سعيد، منفيا لكنه سعيد، ذليلا لكنه سعيد».
وبذلك فقد قضى الرواقيون حياتهم في محاولة اكتساب الفضيلة. والسبيل الوحيد لذلك هو أن يكرس المرء حياته لدراسة المنطق الرواقي، الفيزياء الرواقية، والأخلاق الرواقية.
| ”                            | إذا ما انصرفت إلى المهمة التي بين يديك، متبعا العقل الصحيح بكل العزم والجِد وخلوص النية، دون أن تسمحَ لأي شيء أن يشتتَك، بل حافظتَ على الجانب الإلهي فيك نقياً ثابتاً كما لو كان مقدَّراً عليك أن تُقبَض حالا؛ إذا تمسكت بذلك غير طامع في شيء ولا متوجس من شيء، بل راضيا بما تفعله الآن وفقا للطبيعة وبصدق بطولي في كل ما تقول وتقصد، فلسوف تعيش سعيدا، ولن يملك أي إنسان أن يصدَّك عن ذلك. | “ |
| —–ماركوس أوريليوس، التأملات. | |   |

## روما القديمة

### المدرسة السكستية
أُسست المدرسة السكستية من قبل كوينتوس سكستوس الأكبر (برز ح. 50 ق.م). وصنفت المدرسة نفسها على أنها مدرسة فلسفية-طبية، وقد مزجت بين عناصر الفيثاغورية، الأفلاطونية، الكلبية، والرواقية. نادى السكستيون بأن نيل السعادة يأتي عندما يكون المرء نباتيا، وأن يختبر ضميره ليلا، ويتجنب الاستهلاكية والسياسة، وأن يؤمن بأن القوى الروحية المراوغة تسود الجسد.

### القديس أوغسطينوس
كان القديس أغسطينوس (354 – 430 م) لاهوتيا وفيلسوفا مسيحيا مبكرا، وكان أسقفا لهيبو. وقد أثرت كتاباته في تطور المسيحية الغربية والفلسفة الغربية.
رأى القديس أغسطينوس أن كل الأفعال البشرية تدور حول المحبة، وأن المشكلة الأساسية التي تواجه البشر هي المحبة في غير موضعها. وفي سبيل الرب فقط يجد المرء السعادة، فهو مصدر السعادة. ولأن الإنسانية أتت من قبل الرب، لكنها تهاوت منذ ذلك الحين، فإن روح المرء تتذكر بشكل خافت السعادة عندما كان عند ربه. وبذلك فإذا وجَّه المرء نفسه نحو محبة الرب، فإن كل محبة أخرى ستصبح في موضعها الصحيح. وفي هذا الصدد، اتبع القديس أغسطينوس تقليد الأفلاطونية المحدثة في التأكيد على أن السعادة تكمن في تأمل العالم المعقول بشكل تام.
تكلم القديس أغسطنيوس عن مفهوم السعادة بشكل رئيسي في أطروحاته «الحياة السعيدة» و«الرد على الأكاديميين».
| ”                                  | إن الحياة السعيدة فرحة ناتجة عن الحقيقة. فهذه الفرحة آتية منك يا إلهي، إذ إنك أنت الحقيقة. | “ |
| —–القديس أغسطينوس، الاعترافات.[27] |                                                                                            |   |

	”
| ”                              | ومع ذلك، فتسبيحك هو ما يتوق إليه الإنسان، وهو جزء صغير من خلقك. إنك تحث الإنسان على أن يجد السرور في تسبيحك؛ لأنك خلقتنا لأجلك، ولن يهدأ لنا قلب إلا إذا استقر فيك. | “ |
| —–القديس أغسطينوس، الاعترافات. | |   |

### بوثيوس
كان بوثيوس (ح. 480 – 524 م) فيلسوفا اشتهر بشكل خاص بسبب تأليفه «عزاء الفلسفة». وصف هذا الكتاب بأنه صاحب التأثير الأهم والأوحد على مسيحية العصور الوسطى وعصر النهضة الباكر، وأنه آخر أعظم أعمال الفترة الكلاسيكية. يصف الكتاب العديد من المواضيع، من بينها كيفية نيل السعادة رغم تبدّل الحظوظ والأقدار، مع أخذ طبيعة السعادة والرب في الاعتبار.
ينادى بوثيوس بأن نيل السعادة يأتي من خلال بلوغ الخير الأكمل، وأن الخير الأكمل هو الرب. ثم يخلص إلى أن الرب يحكم الكون بالمحبة، وأن الصلاة وتفعيل المحبة يقودان إلى السعادة الحقيقية.
| ”                      | لدى المخلوقات الفانية اهتمام شامل واحد. إنهم يعملون كادحين في مجموعة كاملة من أصناف المهن، ويتقدمون في سبل مختلفة، لكنهم يسعون لتحقيق هدف السعادة الأوحد. | “ |
| —–بوثيوس، عزاء الفلسفة | |   |

## العصور الوسطى

### ابن سينا
كان ابن سينا (ح. 980 – 1037 م) موسوعيا وفقيها واعتبر واحدا من أبرز مفكري العصر الذهبي الإسلامي. وفقا لابن سينا، تعتبر السعادة غاية البشر، والسعادة الحقيقية مستقلة ولا تشوبها شائبة من الاهتمامات الدنيوية. وفي النهاية، يتم بلوغ السعادة من خلال اقتران العقل الإنساني بالعقل الفعال المفارق.